# Puerto Golfito Fútbol Club
El Puerto Golfito Fútbol Club fue un equipo de fútbol de Costa Rica que militó en la Segunda División de Costa Rica.

## Historia
Fue fundado en el año 2011 en el cantón de Golfito de la provincia de Puntarenas con en nombre AD Municipal Golfito, como la refundación del desaparecido Municipal Golfito, equipo que jugó por varios años en la Segunda División de Costa Rica entre la década de los años 1970 y finales de los años 1990. El club no tiene nada que ver con el Golfito FC, que estuvo por una temporada en la Segunda División de Costa Rica a mediados de la década de los años 2000.
En la temporada 2014-15 el club cambió su nombre a A. D. Golfito Zona Sur y luego del ascenso logrado en la temporada 2017-18 a Segunda División, es renombrado Puerto Golfito F. C.

### Campeón de LINAFA y ascenso a la Segunda División
En la temporada 2017-18 la A. D. Golfito Zona Sur logró su ascenso a la Segunda División de Costa Rica tras derrotar en la final al Desamparados F. C. en la final de LINAFA en la tanda de penales 5 a 4, tras empatar en el global 4 a 4, tras empatar el primer juego en Golfito 3 a 3 y empatar el segundo juego de la final en el Estadio Jorge Hernán "Cuty" Monge de Desamparados 1 a 1. 
Golfito se coronó campeón por primera vez de la Primera División de LINAFA y jugó en la Liga de Ascenso en la temporada 2018-2019.

### Cambio de sede
Para la Temporada 2023-2024, el equipo decide cambiar su sede a San Isidro del General, debido a diferencias entre el club y la Municipalidad de Golfito para utilizar el Estadio Fortunato Atencio y debido a una deuda que acarrea con un equipo internacional y ante esto la FIFA ha tomado la decisión de cerrarles la posibilidad de poder registrar jugadores en FIFA Connect. Ante esto la dirigencia decide irse del cantón para jugar a partir del Apertura 2023 en el Valle del General y utilizar el Estadio Municipal de Pérez Zeledón para sus partidos en casa.

### Pérdida de categoría y sanción
El equipo de Puerto Golfito perdió la categoría tras no cumplir los requisitos mínimos de competición y por no presentarse en las últimas 3 fechas del Torneo de Apertura 2023. Por ende se le suspendió la franquicia y licencia de competición en el Clausura 2024.
El 20 de marzo de 2024, Puerto Golfito F. C. fue sancionado por 10 años por amaño de partidos y tres dirigentes que estuvieron bajo la administración del club.

## Palmarés

### Títulos nacionales
| Competiciones nacionales             | Títulos | Subcampeonatos |
| ------------------------------------ | ------- | -------------- |
| Tercera División de Costa Rica (1/0) | 2017-18 |                |